# Diego Kapelan
Diego Kapelan (Bihać, Yugoslavia, 8 de julio de 1987) es un jugador de baloncesto con doble nacionalidad canadiense y bosnia. Con una altura de 1,90 metros ocupa la posición de escolta.

## Trayectoria
Se formó en el equipo universitario de los McNeese State Cowboys, con el que compitió en la División I de la NCAA. En su temporada de graduación, 2010/11, promedió 14.8 puntos y 2.4 rebotes. 
Tras no ser drafteado en 2011 se trasladó a Europa, donde jugó en las ligas de Bosnia (con el HKK Zrinjski), Alemania (con el ETB Wohnbau Baskets) y Chipre (con el Apollon Limassol BC, club con el que llegó a disputar la Eurochallenge). En mayo de 2013 se incorpora al Kolossos Rodu BC de la A1 Ethniki de Grecia para el cierre de la temporada. Luego renovó su vínculo con el club, pero, tras disputar solamente tres partidos de la temporada 2013-14, regresa al ETB Wohnbau Baskets de la ProA. Allí termina la temporada con medias de 17 puntos, 3.5 rebotes y 2.7 asistencias.
En la temporada 2014-15 jugó para el WBC Raiffeisen Wels de la liga austríaca, acreditando 13.3 puntos, 2.7 rebotes y 2,3 asistencias por partido.
En 2015/16 firma con el CB Orense de Liga LEB Oro española. En su primer año en España registra un promedio de 14 puntos par partido. En la siguiente, 2016/17, renueva con el club orensano, siendo su capitán y aportando medias de 11.9 puntos y 2.1 rebotes por encuentro.
En la temporada 2017/18 firma con el Club Melilla Baloncesto, también de LEB Oro, acreditando 11.2 puntos y un 42% de acierto en triples.
Inicia la temporada 2018/19 en las filas del KK Siauliai de la liga lituana. Tras seis partidos firma con el St. Johns' Edge de la Liga NBL canadiense, donde promedia 10.9 puntos y 2.3 rebotes. En marzo de 2019 se incorpora al Soles de Mexicali para disputar la liga mexicana y posteriormente al Gimnasia y Esgrima de la liga argentina antes de regresar a Canadá y terminar la campaña jugando con los Fraser Valley Bandits.  
En la temporada 2019/20 regresa a España y firma con CB Granada. Disputa 24 partidos registrando medias de 11.1 puntos y 2.3 rebotes hasta la cancelación de la temporada debido a la pandemia de COVID-19.
El 8 de diciembre de 2020 se incorpora al Real Murcia Baloncesto de la Liga LEB Oro hasta el final de la temporada 2020/21. Promedió 9.6 puntos y 2.8 rebotes en los 20 encuentros que disputó, contribuyendo decisivamente a la clasificación de su equipo para los playoffs de ascenso.
El 28 de agosto de 2021, firma por el CD Póvoa Basquetebol de la Liga Portuguesa de Basquetebol.

### Clubes
| Club                      | País                 | Año             |
| ------------------------- | -------------------- | --------------- |
| HKK Zrinjski Mostar       | Bosnia y Herzegovina | 2011 - 2012     |
| ETB Wohnbau Baskets Essen | Alemania             | 2012            |
| Apollon Limassol BC       | Chipre               | 2012 - 2013     |
| Kolossos Rodou BC         | Grecia               | 2013 - 2014     |
| ETB Wohnbau Baskets Essen | Alemania             | 2014            |
| WBC Raiffeisen Wels       | Austria              | 2014 - 2015     |
| Ourense                   | España               | 2015 - 2017     |
| Melilla Baloncesto        | España               | 2017 - 2018     |
| KK Šiauliai               | Lituania             | 2018            |
| St. John's Edge           | Canadá               | 2018 - 2019     |
| Soles de Mexicali         | México               | 2019            |
| Gimnasia y Esgrima        | Argentina            | 2019            |
| Fraser Valley Bandits     | Canadá               | 2019            |
| Fundación CBG             | España               | 2019 - 2020     |
| Real Murcia Baloncesto    | España               | 2020 - 2021     |
| CD Póvoa                  | Portugal             | 2021 - 2022     |
| Ionikos Nikaias           | Grecia               | 2022 - Presente |

## Selección nacional
Kapelan formó parte de la selección de baloncesto de Bosnia-Herzegovina en 2011, pero no llegó a integrar el plantel que compitió en el Eurobasket de ese año. 
En 2017 jugó en la Copa William Jones como miembro de Canadá 150, un combinado creado por la empresa 3D Global Sports que representó al país norteamericano en el torneo.